# Ратушный, Порфирий Илларионович
Порфирий Илларионович Ратушный (при рождении — Михаил Владимирович Вергилесов; 1887—1938) — уральский журналист и писатель.

## Биография
Родился в Нарыме (по другим данным — в Томске). Известен как автор рассказа «Прозектор Гельман», опубликованного в сборнике «Бодрость» (М., 1937).
Родители были врачами, отец хирургом. Литературные опыты своего сына не одобряли, и потому Михаил уехал в Москву совсем молоденьким мальчишкой и начал работать в типографии Сытина. Впоследствии вся его жизнь была связана с редакторской и литературной работой. Состоял в партии эсеров. Во время революции работал следователем непосредственно под руководством Дзержинского, после подавления мятежа в июле 1918 года бежал в Киев, где являлся фактически связным. В 1920 году короткое время работал в Киевской ГубЧК в отделе по борьбе с бандитизмом, в результате чего родился целый цикл рассказов и повестей о чекистах («Наследство», «Дорога в Рим» и др.). Тогда же, перед приходом Деникина в Киев с ведома ЧК и его председателя Лациса ему был выдан паспорт на имя Ратушного Порфирия Илларионовича. Подвергался арестам в 1920, 1923 и 1924 годах.
В 1932 году уехал работать спецкором в Магнитогорск. В 1934 году перебрался в Екатеринбург, сотрудничал с газетами «Магнитогорский рабочий», «Челябинский рабочий», «Уральский рабочий», был собственным корреспондентом газеты «Труд», редактором Свердлгиза. Его очерки и рассказы публиковались на страницах газет и журналов, в альманахах.
В 1936 году рассказ «Прозектор Гельман» получил вторую премию на Всесоюзном конкурсе, организованном Гослитиздатом под руководством М. Горького (опубликован в сборнике «Бодрость», 1937, Москва: Издательство «Художественная литература»). Ряд очерков П. И. Ратушного написан о мастерах каслинского литья. Книга «Счастливые камни» посвящена уральским гранильщикам и камнерезам, переиздана Свердловским книжным издательством в 1959 году.
27 января 1938 года арестован, обвинен как член эсеровской контрреволюционной организации и в том же году, 15 мая, расстрелян.
Реабилитирован посмертно в 1956 году. При аресте было изъято 23 рукописи. Рукописи не возвращены.

### Семья
Женат, отец уральской поэтессы Ларисы Порфирьевны Ратушной.